# Босвил (Квебек)
Босвил (фр. Beauceville) је град у Канади у покрајини Квебек. Према резултатима пописа 2011. у граду је живело 6.354 становника.

## Становништво
Према резултатима пописа становништва из 2011. у граду је живело 6.354 становника, што је за 2,1% више у односу на попис из 2006. када је регистровано 6.226 житеља.
| 2006. | 2011. |
| ----- | ----- |
| 6.226 | 6.354 |